# Engelbert Kayser

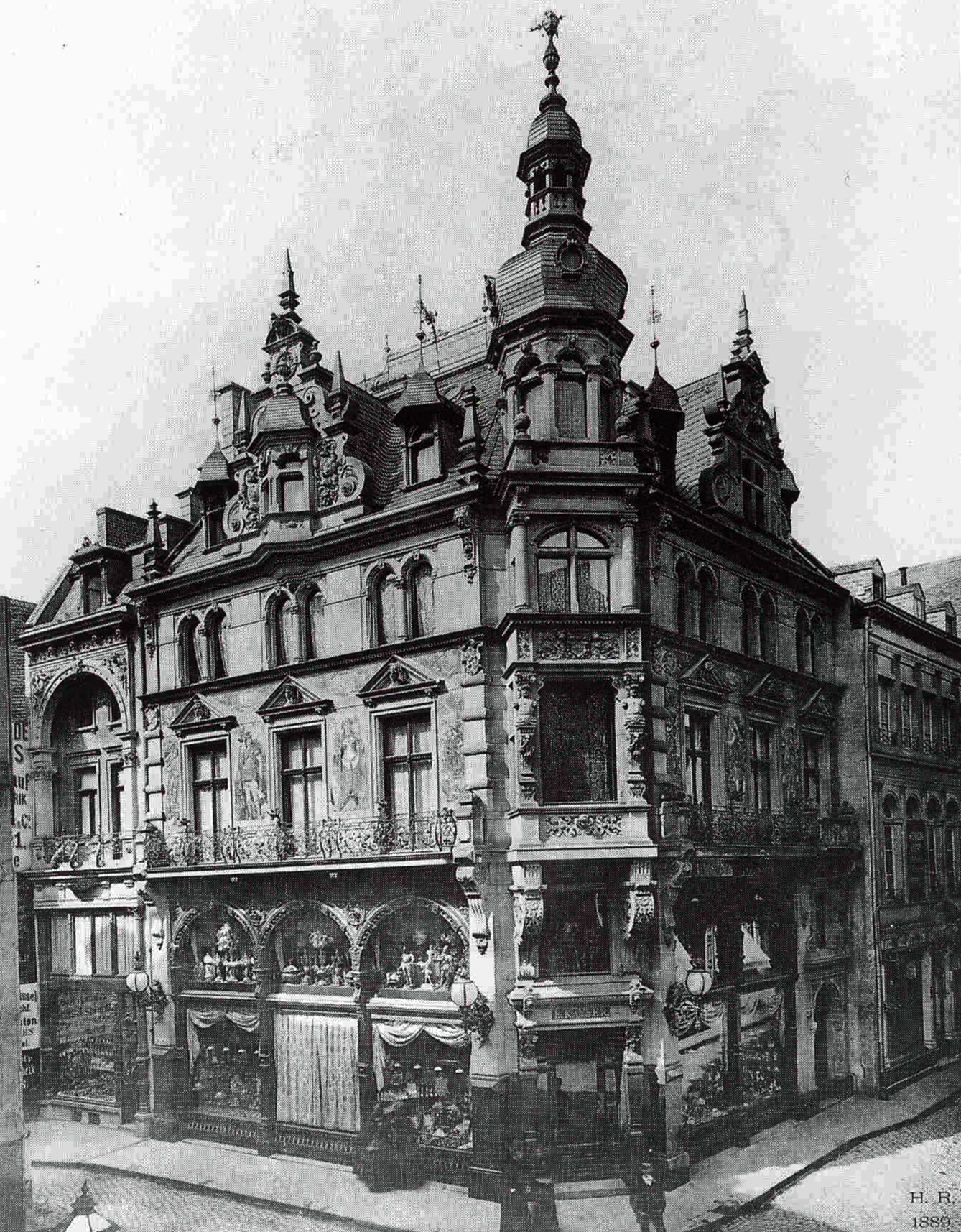
Der Firmensitz in der Hohe Straße in Köln

Engelbert Kayser (* 1840 in Kaiserswerth; † 3. September 1911 in Schmelze (Eitorf)) war ein deutscher Zinngießer. Er war der ältere Bruder des Berliner Architekten Heinrich Joseph Kayser.
In seinem Kölner Atelier entstanden zahlreiche Vorlagen und Modelle für die Firma Kayserzinn in Krefeld, die von Engelberts Bruder Johann Peter (J. P.) Kayser geleitet wurde und zu den führenden Zinngießereien Deutschlands gehörte. Engelbert Kaysers Entwürfe gehörten großenteils dem Jugendstil an. Ab 1894 hatte er die künstlerische Leitung der Firma inne. In dieser Eigenschaft beschäftigte er u. a. Hugo Leven, Karl Geyer, Johann Christian Kröner, Hermann Fauser und Karl Berghof. In einem Abriss zur Firmengeschichte ist zu lesen: The artistic significance of Kayserzinn died with the death of Engelbert Kayser in 1911. Meyers Großes Konversations-Lexikon von 1909 berichtet in seinem Artikel zum Zinnguss: Nach hundertjährigem Verfall ist der künstlerische Z. erst seit Beginn der 1880er Jahre wieder aufgenommen worden, in Deutschland zuerst durch Engelbert Kayser in Köln, in einer neuen, nach ihm »Kayserzinn« genannten Legierung, die das Matt- und Blindwerden des Metalls verhindert. Kayser hat sich den modernen Reformbestrebungen angeschlossen und Trink- und Wirtschaftsgeräte geschaffen, in denen bei voller Wahrung des schlichten Charakters des Materials und bei sparsamer Ornamentik ein ernstes Streben nach neuen, zweckgemäßen Formen erkennbar ist [...]
Engelbert Kayser starb am 3. September 1911 in seinem im Jahr 1891 von seinem Bruder erbautem repräsentativem Jagdhaus in Schmelze (Eitorf) an der Sieg. Er wurde im Familiengrab auf dem Kölner Friedhof Melaten (MA, zwischen Lit. H und HWG) beigesetzt.
Anlässlich seines 100. Todestages würdigte ihn die Stadt Köln mit einer Sonderausstellung „Jugendstil-Zinn aus Köln“ vom 4. September bis 20. November 2011 im Museum für Angewandte Kunst.